# 趙玲
趙玲（1981年10月7日—），中華人民共和國女子射箭運動員，出生於山東濟南。

## 生涯
趙玲在14歲次時進入濟南市運動學校接受射箭培訓，教練為張淑珍。1998年，她加入八一隊，郝生其為她的教練。3年後，她入選北京隊，田渝陂是她的教練。直到2004年2月，趙得到田的提拔下晉身國家隊，教練同是田渝陂。
2001年4月，未成年的趙玲在全國冠軍賽以3環之差擊敗同是來自解放軍的黃焱焱，是解放軍歷來首個全國射箭運動的冠軍。2005年，她再度奪得全國冠軍賽的女子個人小項的錦標，並且贏得團體小項的第一。同年，她與鐘華和葉飛壓過廣東隊，取得女子團體小項的銅牌。
2006年，趙玲與張娟娟及于慧出戰上海的世界杯，在女子團體小項決賽中，三人雖曾領先對手南韓隊7環，但最終依不敵對手，取得銀牌。隨後於12月進行的多哈亞運，她在女子個人小項及女子團體小項中取得一面銅牌和銀牌。次年4月，她在南韓蔚山站世界杯中並沒有獎牌進帳。